# Брас-Латер, Анна
Анна Брас-Латер (нидерл. Anne Brasz-Later; 16 июля 1906, Гус — 2 сентября 2020, Утрехт) — нидерландская долгожительница.
С 24 декабря 2019 года по 2 сентября 2020 года являлась старейшим живущим человеком в Нидерландах.

## Биография
Анна Брас-Латер родилась 16 июля 1906 года в Гусе, Зеландия, Нидерланды. Отец — Йохан Фредрик Хендрик Аугюст Латер, был родом из Девентера, мать — Аллегонда Ноннекес, родилась в Гусе. Родители поженились в апреле 1906 года в Гусе — на момент женитьбы отец был журналистом. В возрасте трёх лет она вместе с родителями переехала в Голландскую Ост-Индию (сейчас Индонезия).
Вышла замуж в возрасте двадцати пяти лет — её супругом стал 25-летний Хендрикюс Ахасюэрус Йохан (Хенни) Брас, уроженец деревни Лоннекер. Их брак был зарегистрирован в декабре 1931 года в городе Сурабая. Позже у неё родилось трое детей: Хедрик, Элизабет и Элс. Её супруг погиб в Семаранге в автокатастрофе в июне 1938 года. В 1949 году она вернулась в Нидерланды.  В более поздние годы она переехала на квартиру возле дома престарелых в городе Утрехт.
Когда ей исполнилось 106 лет её день рождения снимал канал RTV Utrecht. В то время у Анны уже были проблемы со слухом. Её дочь Элс сообщила, что врач предсказал, что Анна может дожить до 110 лет. Позже его предсказание сбылось.
Когда ей исполнилось 110 лет местный муниципалитет по ошибке прислал ей поздравление со 100-летием. Анна Брас-Латер не хотела привлекать внимание прессы в свой юбилей, поэтому она вместе с дочерью Элизабет уехала отдыхать в Маастрихт. По сообщению Элизабет, в 110 лет Анна была в порядке, всё ещё хорошо помнила большинство вещей, могла ходить с ходунками и хотела оставаться в живых ещё некоторое время.
16 июля 2018 года отпраздновала 112-летие. Вместе с Гертье Кёйнтьес они стали первой в истории парой нидерландских долгожителей, в которой оба живы и старше 112 лет (а позже 113 лет).
Возраст Анны был верифицирован 14 января 2019 года. В декабре того же года, после смерти Гертье Кёйнтьес, Анна стала старейшим живущим жителем Нидерландов.
Умерла 2 сентября 2020 года в городе Утрехт в возрасте 114 лет. Церемония кремации состоялась 9 сентября в Ньивегейне.

## См.также
- Список живущих 110-летних долгожителей
- Список старейших женщин
- Список старейших людей в мире
- Долгожитель